# Jan Verheyden (1806-1885)
Jan Verheyden (Brussel, 7 mei 1806 - Madrid, 28 april 1885) was een Belgisch senator.

## Levensloop
Hij was een zoon van de kruidenier Ferdinand Verheyden en van Mair-Madeleine Van Espen. Hij trouwde met Isabelle Evrard. Ze waren de schoonouders van volksvertegenwoordiger François Crombez.
Hij was bankier, handelaar in tabak en eigenaar van een zandsteengroeve.
Hij werd liberaal senator voor het arrondissement Nijvel en vervulde dit mandaat van 1878 tot 1884.